# شيغه-رو تامورا
شيغه-رو تامورا (باليابانية: たむらしげる) هو رسام توضيحي ورسام رسوم متحركة ومانغاكا ومخرج ياباني، ولد في 26 نوفمبر 1949.